# 交换规则
交换规则是一个连珠的开局规则。它是国际连珠联盟（RIF）在80年代末确定的官方规则。从1989年到1995年，它在世界连珠锦标赛中被使用。

## 规则介绍
交换规则的详细开局流程如下：
- 假黑方在棋盘中心落下第1手棋。
- 假白方在棋盘中心的3×3方格内落下第2手棋。
- 假黑方在棋盘中心的5×5方格内落下第3手棋。此时，26种连珠开局之一被确定。
- 假白方选择自己与对方的棋子颜色（即：白方有权交换）。
- 交换后的白方在棋盘的空点处落下第4手。
- 黑方为第5手棋选择两个打点。这两个打点不能对称。白方在两个打点中，选择一个点，作为最终的第5手。然后，白棋落下第6手棋。
- 当第5手棋选择完成后，开局规则结束。

在开局阶段，不允许棋手使用pass权利。

## 简要介绍
这个规则使得大多数棋手使用斜止开局作出斜开口主导，因此在1996年，被RIF规则所取代。交换规则和RIF规则唯一的区别在于，第2手棋由哪名棋手所指定。交换规则对假白方较有利，而RIF规则对假黑方较有利。

## 相关比赛
在1995年以前，交换规则是世界连珠锦标赛的正式规则。